# علی الحبسی
علی عبدالله بن حارب الحبسی (زاده ۳۰ دسامبر ۱۹۸۱) بازیکن فوتبال اهل عمان است. 
وی همچنین در تیم ملی فوتبال عمان بازی کرده‌است.